# بوب كاب (شركة)
بوب كاب جيمز (بالإنجليزية: PopCap Games) هي شركة ألعاب فيديو أمريكية، أنشئت الشركة عام 2000، ومقرها في سياتل بالعاصمة الأمريكية واشنطن. في يوليو 2011 أعلنت إلكترونيك آرتس أنها اشترت بوب كاب مقابل 650 مليون دولار مع خيار إضافي بقيمة 100 مليون دولار.
كانت لعبتها الأولى عبارة عن لعبة بوكر تعرّي كانت بمثابة مصدر دخل للألقاب المستقبلية.  طورت بوب كاب العديد من الألعاب لأجهزة الكمبيوتر ووحدات التحكم والأجهزة المحمولة، وأشهر ألعابها بي جيويلد والنباتات ضد وحوش الزومبي. تم بيع بوب كاب لشركة إلكترونيك آرتس في عام 2011.

## تاريخ
تم تأسيس بوب كاب غيمز بواسطة جون فيشي وبريان فييت وجيسون كابالكا في عام 2000. تأسست في الأصل باسم "Sexy Action Cool"، وهي عبارة مأخوذة من ملصق فيلم خارج عن القانون. كانت اللعبة الأولى التي أطلقوها عبارة عن لعبة بوكر تعرّي تسمى "Foxy Poker" وكان من المفترض أن تكون بمثابة مصدر دخل لألعابهم المستقبلية.
بي جيويلد هي أول لعبة باسم علامتهم التجارية بوب كاب، وهي لعبة مبادلة أحجار كريمة تم دعمها على جميع المنصات الرئيسية. توسعت الشركة في عام 2005 من خلال الاستحواذ على Sprout Games، وهي شركة تطوير ألعاب غير رسمية مقرها سياتل، ولاحقًا ساعدت الشركة في ابتكار لعبة Feeding Frenzy.
في أوائل عام 2006، تم تأسيس شركة بوب كاب إنترناشونال، ومقرها في دبلن، أيرلندا، وتعمل في توطين الألعاب والمنتجات في دول أخرى، بالإضافة إلى تطوير ألعاب الهاتف المحمول والتسويق والمبيعات.
بدأت بوب كاب جولة أخرى من التوسع في يوليو 2007 عن طريق شراء مطوري ألعاب غير رسميين آخرين مثل SpinTop Games و Retro64 التي تتخذ من شيكاغو مقراً لها.
في 5 أبريل 2011، أعلنت بوب كاب عن إنشاء شركة فرعية جديدة باسم 4th and Battery، وكانت أول ألعابهم لعبة Unpleasant Horse.
في 12 يوليو 2011، أعلنت شركة إلكترونيك آرتس أنها ستستحوذ على بوب كاب مقابل 650 مليون دولار مع خيار أسهم إضافي بقيمة 100 مليون دولار.
في 21 أغسطس 2012، قامت بوب كاب بتسريح 50 موظفًا في أمريكا الشمالية في خطوة لمعالجة التحول إلى الألعاب المحمولة والألعاب المجانية، وتقييم إيقاف عمليات استوديو دبلن. ومن ثمّ إغلاق استوديو دبلن في 24 سبتمبر 2012.

## الألعاب
- Alchemy (2001)
- بيجيويلد (2001)
- بيجيويلد 2 (2004)
- بيجيويلد 3 (2010)
- بيجيويلد تويست (2008)
- بيجيويلد بليتس (2010)
- Feeding Frenzy (2004)
- Feeding Frenzy 2: Shipwreck Showdown (2006)
- زوما 2003
- زوما ينتقم! (2009)
- Zuma Blitz (2010)
- النباتات ضد وحوش الزومبي (2009)
- النباتات ضد وحوش الزومبي: حرب الحديقة (2006)
- النباتات ضد وحوش الزومبي: حرب الحديقة 2
- Plants vs. Zombies 2: It's About Time (2013)
- Plants vs Zombies Battle for Neighborville(2019)[13]

## وصلات خارجية
- PopCap Games website
- Popcap Japan website
- PopCap World Korean sites on NCSoft